# 리우궉만
리우꿕만(영어: Liu Kwok Man, 중국어 정체자: 廖國文, 광둥어: lyao4 gwo2 wen2, 1978년 7월 1일 ~ )은 홍콩의 축구 심판이다. 2014년 FIFA 월드컵 아시아 지역 예선, 타이 프리미어리그 주관 대회의 심판을 맡았다.